# 青地氏
青地氏（あおち/あおじ）は、日本の氏族。宇多源氏の流れをくむ佐々木氏の支流。

## 出自
『尊卑分脈』によれば、馬淵廣定の四男・基綱を祖とする。馬淵氏は佐々木氏の支流氏族で、廣定は佐々木定綱の五男である。
一本系図では、一帯の古代豪族小槻山君の末裔・小槻氏の子孫が青地庄の地名にちなみ青地氏を称したとする。その後青地定兼に子がなかったため、基綱を養子に迎え小槻姓から佐々木氏の源姓に改めたとされる。このほか、青地系図では、基綱は青地右馬助入道の養子と記される。

## 概要
近江国栗太郡青地庄（現 滋賀県草津市青地町）を拠点とした豪族である。古代、栗太郡は小槻氏の支配下にあり、青地氏は小槻氏の末裔とも在地領主であったともいわれる。
佐々木氏の影響下に入ったのちは、近江佐々木源氏七騎の一角を担い一帯を支配するようになった。鎌倉時代初期、基綱の子・忠綱が小槻神社に接する山上に青地城を築いた。そして忠綱の子・冬綱は近江守護代に任じられるなど、青地氏は同郡の氏族田上氏・澤氏を抑え抜きん出ていた。重頼は数々の功績を挙げ郡奉行に任命され、永正年間には時の実力者・細川澄元が京での難を避けて青地城に逃げるなど、相応の勢力を擁していたと推測されている。現在青地城跡には志津小学校が建っているが、現在も土塁・空堀が残る。
戦国時代、蒲生氏から養子に入った茂綱は織田信長の下で数々の戦に出陣するが、宇佐山城の戦いで戦死する。その功により子・千代寿丸（元珍）は家領を安堵され、甥の蒲生氏郷ら近江の武士と共に馬競べや左義長の勇士に任命されている。しかしながら本能寺の変で信長が討たれ、元珍は織田信孝に仕えることとなった。これが不運の元で、信孝が没落すると羽柴秀吉には疎んじられ流浪の身となり、蒲生家に身を寄せる。その蒲生家も断絶すると、加賀前田家に身を寄せ、以後子孫は維新まで加賀藩士として仕えた。青地兼山・礼幹は室鳩巣の門人として知られる。

## 系譜
系譜参考
- (栗太郡役所 & 中川 1972, §. 青地氏)